# Жиль, Николя
Николя́ Жиль (фр. Nicolas Gill; род. 24 апреля 1972, Монреаль, Квебек) — канадский дзюдоист средней и полутяжёлой весовых категорий, выступал за сборную Канады на всём протяжении 1990-х и в первой половине 2000-х годов. Серебряный и бронзовый призёр летних Олимпийских игр, серебряный и дважды бронзовый призёр чемпионатов мира, двукратный чемпион Панамериканских игр, победитель многих турниров национального и международного значения. Также известен как тренер по дзюдо.

## Биография
Николя Жиль родился 24 апреля 1972 года в Монреале. Активно заниматься дзюдо начал в раннем детстве под впечатлением от выступлений старшего брата, который тоже практиковал этот вид единоборств.
Первого серьёзного успеха на взрослом международном уровне добился в 1990 году, когда попал в основной состав канадской национальной сборной и побывал на панамериканском чемпионате в Каракасе, откуда привёз награду золотого достоинства, выигранную в средней весовой категории. Благодаря череде удачных выступлений удостоился права защищать честь страны на летних Олимпийских играх 1992 года в Барселоне. Неожиданно победил здесь главного фаворита соревнований японца Хиротаку Окаду, но затем потерпел поражение от титулованного поляка Вальдемара Легеня. В утешительной встрече за третье место взял верх над румыном Адрианом Кройтору и завоевал тем самым бронзовую олимпийскую медаль.
В 1993 году на домашнем чемпионате мира в Гамильтоне Жиль выиграл серебряную медаль, уступив в решающем поединке представителю Японии Ёсио Накамуре. Два года спустя одержал победу на Панамериканских играх в Мар-дель-Плате и стал бронзовым призёром мирового первенства в Тибе. Будучи одним из лидеров дзюдоистской команды Канады, благополучно прошёл квалификацию на Олимпийские игры 1996 года в Атланте, где впоследствии занял седьмое место.
На домашних Панамериканских играх 1999 года в Виннипеге вновь был лучшим, тогда как на чемпионате мира в английском Бирмингеме получил бронзу — начиная с этого момента он поднялся в полутяжёлую весовую категорию. Позже отправился представлять страну на Олимпийских играх 2000 года в Сиднее — на сей раз сумел дойти до финала, победив четырёх соперников в основной турнирной сетке. В финальном матче, тем не менее, проиграл японцу Косэю Иноуэ.
После сиднейской Олимпиады Николя Жиль остался в основном составе канадской национальной сборной и продолжил принимать участие в крупнейших международных турнирах. Так, в 2003 году в полутяжёлом весе он добился серебряной награды на Панамериканских играх в Санто-Доминго. Нёс знамя своей страны на церемонии открытия Олимпийских игр 2004 года в Афинах, хотя выступил здесь не очень удачно, уже в стартовом поединке потерпел поражение от итальянца Мишеля Монти и лишился тем самым всяких шансов на попадание в число призёров. Вскоре по окончании этих соревнований принял решение завершить карьеру профессионального спортсмена, уступив место в сборной молодым канадским дзюдоистам.
Завершив спортивную карьеру, перешёл на тренерскую работу, в частности один из его воспитанников Антуан Валуа-Фортье выиграл бронзовую медаль на Олимпийских играх 2012 года в Лондоне.